# Moritz Ossipowitsch Wolff

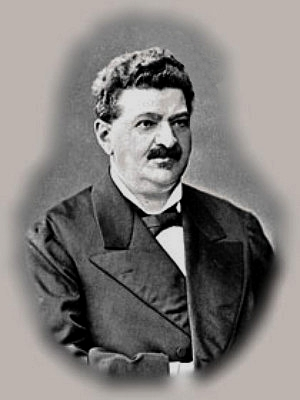
Moritz Ossipowitsch Wolff

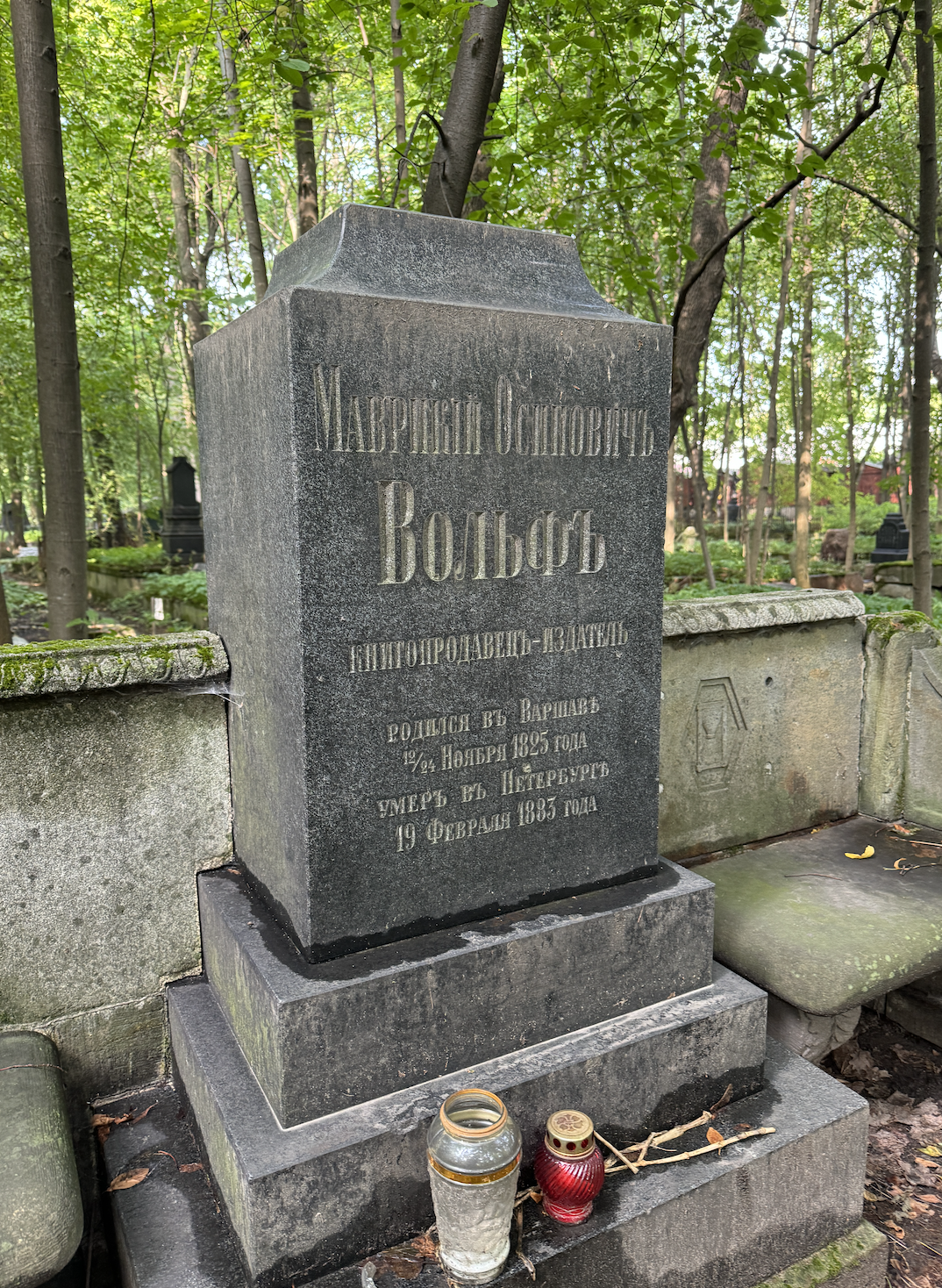
Das Grab von M. O. Wolf auf dem lutherischen Friedhof von Smolensk

Moritz Ossipowitsch Wolff (* 12. Novemberjul. / 24. November 1825greg. in Warschau; † 19. Februarjul. / 3. März 1883greg. in Sankt Petersburg; auch Maurice Wolff, polnisch Maurycy Bolesław Wolff, russisch Маврикий Осипович Вольф) war ein bedeutender Verleger und Buchhändler in Russland.
Moritz Wolff begann als 15-Jähriger eine Buchhändlerlehre in Warschau und arbeitete danach in Paris und Leipzig. Über Krakau und Lemberg kam er in eine Buchhandlung in Wilna und arbeitete seit 1848 in der Buchhandlung von Isakow in Sankt Petersburg, wo er die französische Abteilung leitete. Nebenher begann er, polnische Literatur zu verlegen, u. a. Werke von Mickiewicz. Für eine Weile war er der einzige polnische Verleger von Bedeutung.
1853 machte er sich auf dem Newski-Prospekt mit seiner „Universalbuchhandlung“ selbständig. Nebenher begann er, in der „M. O. Wolff Handelsgesellschaft“ russische Bücher zu verlegen. Sein erstes russisches Werk war ein Handbuch der Mechanik. Er verlegte Henry Buckles Geschichte der Civilisation in England, die Weltgeschichte Friedrich Schlossers, Charles Darwins Entstehung der Arten, Kuno Fischers Geschichte der Philosophie und Adolphe Thiers’ Geschichte der Französischen Revolution, aber auch gesammelte Werke von Puschkin, Lermontow und Lessing, Dantes Göttliche Komödie mit Illustrationen von Gustave Doré und Goethes Faust auf Russisch. Obwohl die Einfuhr von Mickiewicz' Werken seit dem ersten polnischen Aufstand in Russland verboten war, konnte er 1882 die Gesammelten Werke Mickiewicz' auf Russisch vorlegen. Außerdem verlegte er die Sprichwörter des russischen Volkes (1861) und die zweite Ausgabe des Kommentierten Wörterbuchs der lebendigen großrussischen Sprache (1880–1882) des Ethnographen Wladimir Iwanowitsch Dal.
Mit Übersetzungen von James Fenimore Cooper, Jules Verne und Walter Scott wandte er sich vor allem an jugendliche Leser. Darüber hinaus gab er eine Reihe von Zeitschriften heraus. Lenin las im sibirischen Exil die illustrierten Nachrichten aus den Buchhändlermagazinen der Gesellschaft M. O. Wolff.
In einer Zeit, in der literarische Klubs verboten oder zumindest verdächtig waren, diente Wolffs Buchhandlung auch als Treffpunkt der St.-Petersburger Schriftsteller.
Nach seinem Tode wurden Buchhandlung und Verlag bis zur Russischen Revolution 1917 weitergeführt, bis sie dann verstaatlicht wurden.
Moritz Wolffs Sohn Ludwig floh nach Deutschland. Sein Enkel Andreas Wolff eröffnete 1931 in der damaligen Kaiserallee (heute Bundesallee) in Berlin-Friedenau eine Buchhandlung (siehe auch „Literarisches“ auf der Friedenau-Seite). Nach dem Zweiten Weltkrieg baute er mit Peter Suhrkamp in Frankfurt den Suhrkamp Verlag auf. Er kehrte 1955 in seine Buchhandlung nach Berlin zurück und gründete 1963 die Friedenauer Presse, die bis 2017 von Moritz Wolffs Urenkelin Katharina Wagenbach-Wolff geleitet wurde.